# Jiří Šťovíček
Jiří Šťovíček (19. února 1988 – 2. září 2008 Předlice) byl český kulturista.
Byl zavražděn na benzínové pumpě v Předlicích v Ústí nad Labem, kde pracoval. Jeho vrah
Roman Postl ho střelil do hlavy a ukradl 15 tisíc korun a notebook.

## Úspěchy
- 2. místo na mistrovství Čech juniorů 2008 do 70 kg
- 4. místo na mistrovství ČR